# Alfred Paliński
Alfred Paliński (ur. 26 lutego 1928 w Chełmży, zm. 2004 w Chełmży) – polski bokser, medalista mistrzostw Europy.
Szermierki na pięści uczył się w swoim rodzinnym mieście w klubie Legia Chełmża, następnie reprezentował barwy klubowe CWKS Bydgoszcz i Unii Grudziądz, walcząc w latach 1945 – 1955. Startując w mistrzostwach Europy w Mediolanie 1951 roku, wywalczył brązowy medal w kategorii lekkośredniej. Uczestnicząc w mistrzostwach Polski, zdobył brązowe medale w 1948 i 1950 roku, w wadze średniej. W swojej karierze stoczył 234 walki, z czego 180 wygrał, 15 zremisował i 39 przegrał.
Wychował wiele znanych w kraju pięściarzy jak: Ryszard Petek, Mieczysław Mucha, Jerzy Lewandowski, Andrzej Maszkiewicz, Henryk Żołnowski, syn Marek Paliński oraz obecnie sędzia boksu zawodowego Józef Prostojanek. Corocznie organizowany jest w Chełmży Turniej Bokserski imienia Alfreda Palińskiego.